# Heterophyllium haldanianum
Heterophyllium haldanianum là một loài Rêu trong họ Sematophyllaceae. Loài này được (Grev.) M. Fleisch. miêu tả khoa học đầu tiên năm 1923.